# 1. česká futsalová liga 2005/2006
V soubojích 14. ročníku 1. české futsalové ligy 2005/06 se utkalo v základní části 12 týmů dvoukolovým systémem podzim – jaro. Do vyřazovací částí postoupilo prvních osm týmů v tabulce. Nováčky soutěže se staly týmy SK Kladno (vítěz 2. ligy – sk. Západ), 1. FC Šumperk (vítěz 2. ligy – sk. Východ) a SKP Betas Třinec (vítěz Divize F, odkup licence od Frenštátu p/R). Vítězem základní části soutěže se stal tým CC LKW Jistebník. Sestupujícími se staly týmy FC Total Slavík Bakov nad Jizerou a SKP Betas Třinec. Vítězem soutěže se stal tým CC LKW Jistebník, který ve finále porazil tým FC Mikeska Ostrava 2:0 na zápasy.

## Kluby podle krajů
- Praha (2): FC Benago Praha, FK Viktoria Žižkov
- Středočeský (2): FC Total Slavík Bakov nad Jizerou, SK Kladno
- Pardubický (3): FK ERA-PACK Chrudim, FC Torf Pardubice, 1. FC Nejzbach Vysoké Mýto
- Jihomoravský (1): Helas Keloc Brno
- Olomoucký (1): 1. FC Šumperk
- Moravskoslezský (3): CC LKW Jistebník, FC Mikeska Ostrava, SKP Betas Třinec

## Základní část
| Poř. | Tým                               | Z  | V  | R | P  | VG  | OG  | B  |
| ---- | --------------------------------- | -- | -- | - | -- | --- | --- | -- |
| 1.   | CC LKW Jistebník                  | 22 | 16 | 1 | 5  | 105 | 50  | 49 |
| 2.   | FK ERA-PACK Chrudim               | 22 | 13 | 7 | 2  | 84  | 53  | 46 |
| 3.   | FC Mikeska Ostrava                | 22 | 14 | 3 | 5  | 90  | 57  | 45 |
| 4.   | FK Viktoria Žižkov                | 22 | 13 | 2 | 7  | 106 | 69  | 41 |
| 5.   | 1. FC Nejzbach Vysoké Mýto        | 22 | 12 | 2 | 8  | 71  | 62  | 38 |
| 6.   | Helas Keloc Brno                  | 22 | 11 | 4 | 7  | 85  | 75  | 37 |
| 7.   | FC Torf Pardubice                 | 22 | 8  | 1 | 13 | 72  | 75  | 25 |
| 8.   | SK Kladno                         | 22 | 7  | 2 | 13 | 61  | 88  | 23 |
| 9.   | 1. FC Šumperk                     | 22 | 6  | 3 | 13 | 72  | 102 | 21 |
| 10.  | FC Benago Praha                   | 22 | 5  | 5 | 12 | 81  | 107 | 20 |
| 11.  | FC Total Slavík Bakov nad Jizerou | 22 | 5  | 5 | 12 | 72  | 91  | 20 |
| 12.  | SKP Betas Třinec                  | 22 | 4  | 1 | 17 | 60  | 130 | 13 |

Poznámky
- Z = Odehrané zápasy; V = Vítězství; R = Remízy; P = Prohry; VG = Vstřelené góly; OG = Obdržené góly; B = Body

|  | Postup do vyřazovací části soutěže  |
|  | Sestup do příslušné skupiny 2. ligy |

## Vyřazovací část

### Čtvrtfinále
| Tým A               | Výsledek série | Tým B                      | Výsledky jednotlivých zápasů |
| ------------------- | -------------- | -------------------------- | ---------------------------- |
| CC LKW Jistebník    | 2:0            | SK Kladno                  | 4:0, 7:4                     |
| FK ERA-PACK Chrudim | 2:0            | FC Torf Pardubice          | 6:2, 1:1pp (3:1pk)           |
| FC Mikeska Ostrava  | 2:1            | Helas Keloc Brno           | 3:1pp, 3:5, 7:4              |
| FK Viktoria Žižkov  | 2:0            | 1. FC Nejzbach Vysoké Mýto | 3:1pp, 5:1                   |

### Semifinále
| Tým A               | Výsledek série | Tým B              | Výsledky jednotlivých zápasů |
| ------------------- | -------------- | ------------------ | ---------------------------- |
| CC LKW Jistebník    | 2:0            | FK Viktoria Žižkov | 4:3, ?:?pp (6:5pk)           |
| FK ERA-PACK Chrudim | 1:2            | FC Mikeska Ostrava | 2:1, 2:3pp, 3:4              |

### Finále
| Tým A            | Výsledek série | Tým B              | Výsledky jednotlivých zápasů |
| ---------------- | -------------- | ------------------ | ---------------------------- |
| CC LKW Jistebník | 2:0            | FC Mikeska Ostrava | 3:0, 3:1                     |

## Vítěz
| 1. celostátní liga 2005/06 CC LKW Jistebník (2. titul) |